# Olle Gill
Olof "Olle" Oswald Gill, född 9 oktober 1908 i Älvdalen i Dalarna, död 6 november 1996 i Arild i Brunnby församling i Skåne, var en svensk konstnär. 
Olle Gill studerade för Otte Sköld på Otte Skölds målarskola samt 1937–1943 på Konstakademien i Stockholm för Sven X:et Erixson.
Tillsammans med bland andra Lennart Rodhe, Karl Axel Pehrson, Pierre Olofsson, Lage Lindell och Randi Fisher ställde han ut på utställningen "Ung konst" på galleri Färg och Form i Stockholm våren 1947, vars utställare kom att kallas 1947 års män. 
Olle Gill var 1945–60 gift med Randi Fisher, med vilken han fick dottern  glaskonstnären Katarina Gill (född 1948).
Olle Gill var verksam i Stockholm fram till 1960 då han flyttade till Skåne, där han senare bosatte sig i Arild. Gill har gjort flera offentliga konstverk, bland annat väggmålningar på dåvarande Hotell Malmen i Stockholm samt för Dagbladet Nya Samhället i Sundsvall, bägge 1951.
Gill är representerad vid bland annat Göteborgs konstmuseum och Nationalmuseum i Stockholm.